# Jennifer Hale
Jennifer Hale (Happy Valley-Goose Bay, 30 gennaio 1962) è una doppiatrice canadese naturalizzata statunitense.
Presta la sua voce in cartoni animati, videogiochi, serie televisive e altro sin dal 1993.
È anche apparsa come "guest star" in diverse serie TV, come Streghe, E.R. - Medici in prima linea, Just Shoot Me! e altre. A volte è stata indicata nei crediti come Carren Learning.
È stata sposata dal 2009 al 2020 con il cameraman Barry Oswick da cui ha avuto un figlio.

## Filmografia parziale

### Attrice
- Pozione d'amore (1992)
- E.R. - Medici in prima linea - serie TV, 1 episodio (1997)
- Streghe - serie TV, 1 episodio (1999)
- Wolves, regia di David Hayter (2014)

### Doppiatrice
Jennifer è stata insignita con un Guinnes World Record per essere la più prolifica doppiatrice in ambito videoludico, la sua voce si può ascoltare in oltre 168 videogiochi.
- Quest for Glory IV: Shadows of Darkness - videogioco (1994)
- Mortal Kombat: The Journey Begins (1995)
- Un'amicizia pericolosa (1995)
- The Dark Eye - videogioco (1995)
- Star Wars: X-Wing vs. TIE Fighter - videogioco (1996)
- Bruno the Kid: The Animated Movie (1996)
- Mighty Ducks - serie TV, 26 episodi (1996-1997)
- Mignolo e Prof. - serie TV, 1 episodio (1997)
- Descent to Undermountain - videogioco (1997)
- Metal Gear Solid - videogioco (1998) – Naomi Hunter
- Return to Krondor - videogioco (1998)
- The X-Fools - videogioco (1998)
- Baldur's Gate - videogioco (1998)
- Revenant - videogioco (1999)
- Metal Gear Solid: VR Missions - videogioco (1999)
- Scooby-Doo e il fantasma della strega (1999)
- Gabriel Knight 3: Il mistero di Rennes-le-Château - videogioco (1999)
- Planescape: Torment - videogioco (1999)
- Sinbad: Beyond the Veil of Mists (2000)
- Alundra 2 - videogioco (2000)
- Ground Control - videogioco (2000)
- Scooby-Doo e gli invasori alieni (2000)
- Grandia II - videogioco (2000)
- Forgotten Realms: Baldur's Gate II - Shadows of Amn - videogioco (2000)
- Ground Control: Dark Conspiracy - videogioco (2000)
- Star Wars: Force Commander - videogioco (2000)
- Orphen: Scion of Sorcery - videogioco (2000)
- Kingdom Under Fire: A War of Heroes - videogioco (2001)
- Baldur's Gate II: Throne of Bhaal - videogioco (2001)
- Cowboy Bebop - Il film (2001)
- Il bianco Natale di Topolino - È festa in casa Disney (2001)
- Spider-Man 2: Enter Electro - videogioco (2001)
- Metal Gear Solid 2: Sons of Liberty - videogioco (2001)
- The Powerpuff Girls: Chemical X-Traction - videogioco (2001)
- Atlantis: The Lost Empire - Search for the Journal - videogioco (2001)
- Ra pyuseru: Hikari no seijo densetsu - videogioco (2002)
- Cenerentola II - Quando i sogni diventano realtà (2002)
- EOE: Hôkai no zenya - videogioco (2002)
- Bloody Roar Extreme - videogioco (2002)
- Stitch Experiment 626 - videogioco (2002)
- Le Superchicche - Il film (2002)
- Eternal Darkness: Sanity's Requiem - videogioco (2002)
- Bruce Lee: Quest of the Dragon - videogioco (2002)
- X-Men: Next Dimension - videogioco (2002)
- House of Mouse - Il Topoclub - serie TV, 5 episodi (2001-2002)
- Il Signore degli Anelli: La Compagnia dell'Anello - videogioco (2002)
- Scooby-Doo e la leggenda del vampiro (2003)
- Freelancer - videogioco (2003)
- Star Wars: Knights of the Old Republic - videogioco (2003)
- Samurai Jack - serie TV, 7 episodi (2001-2003)
- Tales of Symphonia - videogioco (2003)
- Star Wars: Jedi Knight: Jedi Academy - videogioco (2003)
- Tak and the Power of Juju - videogioco (2003)
- Maximo vs. Army of Zin - videogioco (2004)
- Wrath Unleashed - videogioco (2004)
- Metal Gear Solid: The Twin Snakes - videogioco (2004)
- Samurai Jack: The Shadow of Aku - videogioco (2004)
- Syphon Filter: Omega Strain - videogioco (2004)
- Xenosaga Episode II: Jenseits von Gut und Böse - videogioco (2004)
- The Bard's Tale - videogioco (2004)
- EverQuest II - videogioco (2004)
- Metroid Prime 2: Echoes - videogioco (2004)
- Star Wars: Knights of the Old Republic II: The Sith Lords - videogioco (2004) [1]
- Shadow of Rome - videogioco (2005)
- Le Superchicche - serie TV, 31 episodi (1998-2005)
- Kim Possible - serie TV, 1 episodio (2005)
- Doom 3: Resurrection of Evil - videogioco (2005)
- Samurai Western - videogioco (2005)
- Killer7 - videogioco (2005)
- Tenchi no Mon - videogioco (2005)
- Lilo & Stitch 2 - Che disastro Stitch! (2005)
- The Matrix: Path of Neo - videogioco (2005)
- Neopets: The Darkest Faerie - videogioco (2005)
- Syphon Filter: Dark Mirror - videogioco (2006)
- Cenerentola - Il gioco del destino (2007)
- Metroid Prime 3: Corruption - videogioco (2007)
- Mass Effect - videogioco (2007)
- Metal Gear Solid 4: Guns of the Patriots - videogioco (2008)
- Star Wars: The Clone Wars - serie TV, 6 episodi (2009-2010)
- Due uomini e mezzo - serie TV, 1 episodio (2009)
- Brütal Legend - videogioco (2009)
- Mass Effect 2 - videogioco (2010)
- Bulletstorm - Videogioco (2011)
- Winx Club: Enchantix - serie TV, 2 episodi (2011)
- Star Wars: The Old Republic - videogioco (2011)
- PlayStation All-Stars Battle Royale - videogioco (2012)
- Call of Duty: Black Ops II - videogioco (2012)
- Kinect Star Wars - videogioco (2012)
- Mass Effect 3 - videogioco (2012)
- Sofia la principessa - serie TV (2013-in corso)
- God of War: Ascension - videogioco (2013)
- BioShock Infinite - videogioco (2013)
- Broken Age - videogioco (2014)
- The Long Dark - videogioco (2014)
- Mortal Kombat X - videogioco (2015)
- Ralph spacca Internet (Ralph Breaks the Internet), regia di Phil Johnston e Rich Moore (2018)
- Overwatch - videogioco (2018)
- Blood of Zeus - serie animata (2020-in corso)
- Ratchet & Clank: Rift Apart - videogioco (2021)
- The Witcher: Nightmare of the Wolf, regia di Kwang Il Han (2021)
- Bayonetta 3 - videogioco (2022)
- Bayonetta Origins: Cereza and the Lost Demon - videogioco (2023)
- X-Men '97 - serie animata (2024)

## Doppiatrici italiane
Da doppiatrice è stata sostituita da:
- Monica Ward in Cenerentola II - Quando i sogni diventano realtà, House of Mouse - Il Topoclub, Il bianco Natale di Topolino - È festa in casa Disney, Cenerentola - Il gioco del destino, Sofia la principessa, Ralph spacca Internet
- Irene Di Valmo in Star Wars: The Clone Wars, Star Wars: L'ascesa di Skywalker, Knack (come Katrina), Knack II
- Paola Della Pasqua in Scooby-Doo e il fantasma della strega, Scooby-Doo e la leggenda del vampiro
- Domitilla D'Amico ne Le Superchicche (come Principessa Morbucks), Nome in codice: Kommando Nuovi Diavoli
- Alessandra Karpoff in Totally Spies! - Che magnifiche spie! (come Sam), The Batman
- Eleonora Reti in X-Men '97, Lego Star Wars: Rebuild the Galaxy
- Cinzia De Carolis ne Le Superchicche (come Seducella)
- Paola Valentini in Spider-Man: The Animated Series
- Roberta Gallina Laurenti in Spider-Man Unlimited
- Laura Lenghi  in Stuart Little (come Eleanor Little)
- Marianna Gregori in Stuart Little (come Martha Little)
- Beatrice Margiotti ne Le tenebrose avventure di Billy e Mandy
- Cinzia Villari in Brutti e cattivi
- Renata Bertolas  in Totally Spies! - Che magnifiche spie! (come Mandy)
- Selvaggia Quattrini in Scooby-Doo! Mystery Incorporated
- Gaia Bolognesi in Scooby-Doo! Crociera sulla Luna
- Tania De Domenico in Overwatch
- Alessandra Cassioli Knack (come presidente)
- Beatrice Caggiula in Kinect Star Wars
- Patrizia Mottola in Mortal Kombat 11
- Tiziana Martello in Class of 3000 (come Madison)
- Cristina Giolitti in Class of 3000 (come Leela Lopez)
- Annalisa Usai in Blood of Zeus (come Lachesi)
- Irene Trotta in Blood of Zeus (come Atropo)
- Michela Alborghetti  in Blood of Zeus (come Cloto)
- Katia Sorrentino in Ratchet & Clank: Rift Apart[2]
- Emanuela Pacotto in Bulletstorm (Trisha Novak) [3]